# 青木一能
青木 一能（あおき かずよし、1946年5月5日 - ）は、日本の政治学者。日本大学文理学部名誉教授。専門は国際関係論、現代アフリカ政治論。

## 略歴
群馬県富岡市生まれ。1970年獨協大学外国語学部英語学科卒業。1972年慶應義塾大学大学院法学研究科修士課程修了、1976年同博士課程満期退学。
世界経済調査会専任研究員を経て、1979年から日本大学国際関係学部・大学院国際関係研究科前・後期課程にて教鞭を執る。その間、ロンドン大学英連邦研究所客員研究員を勤め、2003年から日本大学文理学部教授として「国際情勢」、「地域研究（中東）および（アフリカ）」などを担当。
1999年、論題「アンゴラをめぐる政治力学の分析 : 行為主体間相互作用の実態について」で日本大学から博士（国際関係）。
社会活動では、各種海外調査のほか、ジンバブエ大統領選挙（2002年）の日本政府監視団員や国際協力事業団（現：同機構）「民主化セミナー」リーダーなどに従事。現在、NPO・日本政治総合研究所理事、尾崎行雄記念財団常務理事を務める。

## 著書

### 単著
- 『国際政治論 （現代政治選書）』（学陽書房、1983年）
- 『アンゴラ内戦と国際政治の力学』（芦書房、2001年）
- 『手にとるように国際情勢がわかる本』（かんき出版、2002年）
- 『手にとるように現代史がわかる本』（かんき出版、2010年）

### 編著
- 『地球型社会の危機－グローバリゼーションの断面図』（芦書房、2005年）
- 『グローバリゼーションの危機管理論』（芦書房、2006年）

### 共編著
- （中原喜一郎）『国際政治の理論』（東海大学出版会、1997年）
- （岩崎正洋・野口忠彦）『比較政治学の視座』（新評論、1998年）
- （相馬雪香・富田信男）『咢堂　尾崎行雄』（慶應義塾大学出版会、2000年）
- （中邨章・大谷博愛）『国家のゆくえ－21世紀世界の座標軸』（芦書房、2001年）
- （加藤義喜）『グローバリゼーションの光と影』（文眞堂、2001年）
- （松永泰行・六辻彰二）『21世紀の中東・アフリカ世界 ― 混迷する地域の過去・現在・未来』（芦書房、2006年）